# 拜占庭文明博物馆

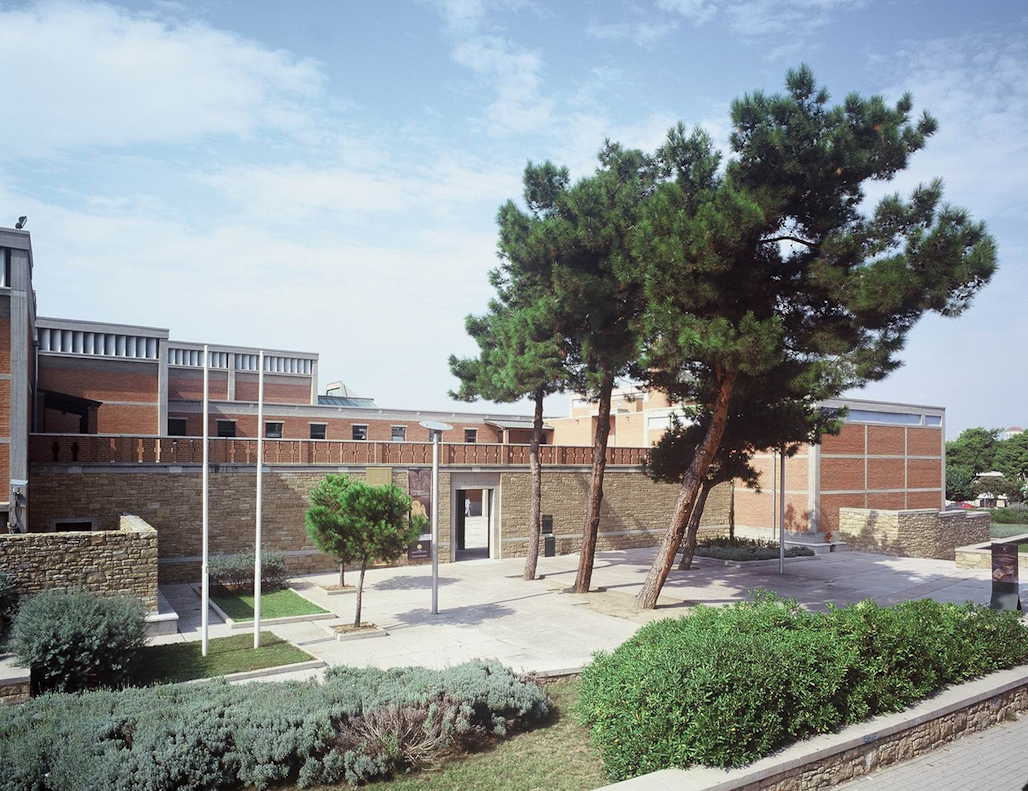

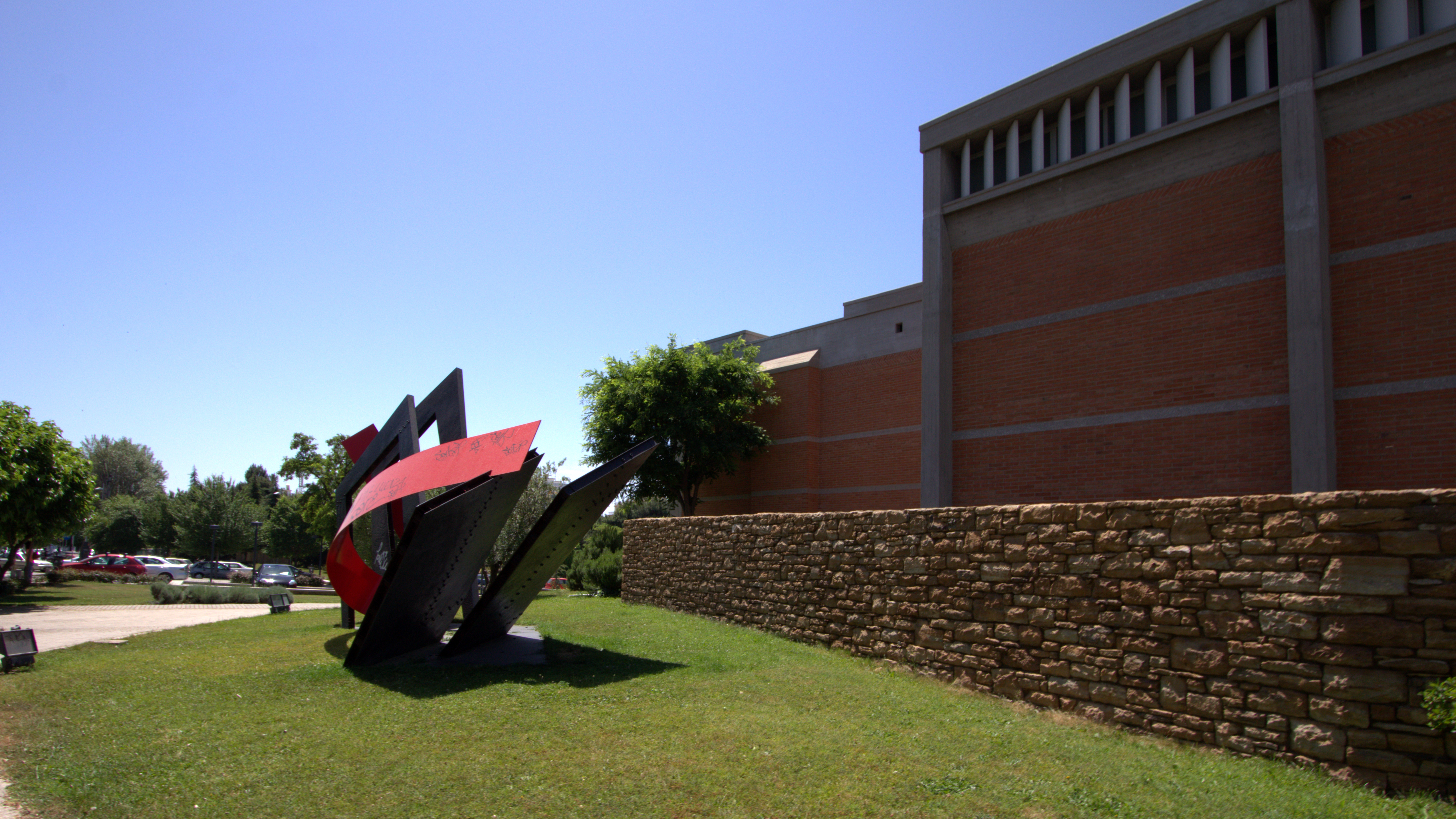

拜占庭文明博物馆 (希臘語：Μουσείο Βυζαντινού Πολιτισμού) 是希腊中马其顿塞萨洛尼基的一个博物馆，成立于1994年。

## 历史
1977年举行了该博物馆的全国性建筑设计竞赛。比赛最终由基里亚科斯 Krokos获胜。建设于1989年3月开始，于1993年10月完成。来自雅典拜占庭和基督教博物馆的文物在1994年6月到达。它们中的一些在博物馆的开幕展上 “塞萨洛尼基的拜占庭珍宝：回归之旅”展出。该博物馆在1994年9月11日开幕。。

## 展品
该博物馆目前有三个常设展览：“早期基督教会”、“早期基督教城市与住宅”以及“从至福乐土到基督教的天堂”

## 获奖
2005年，博物馆被授予欧洲委员会博物馆奖。

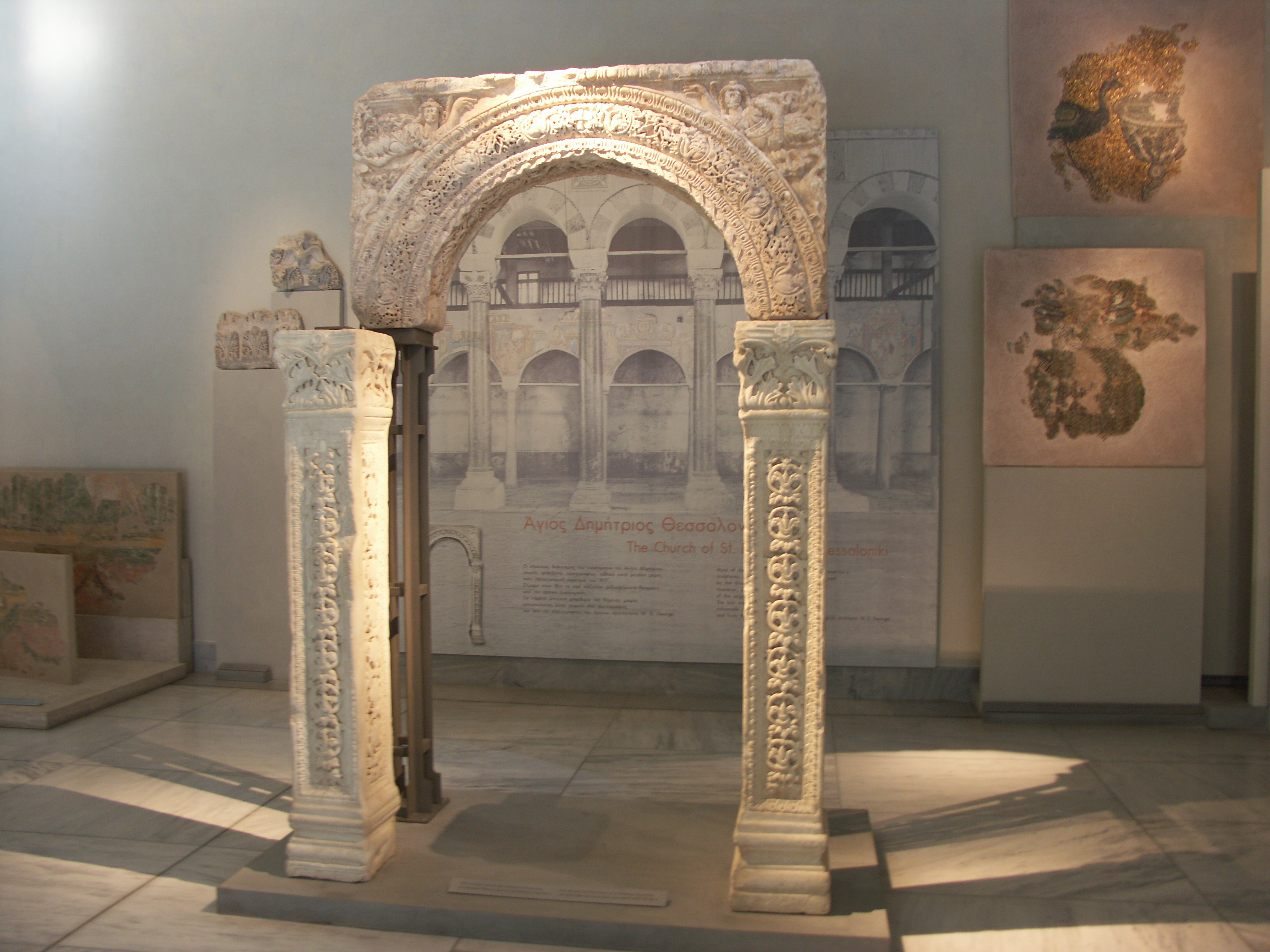
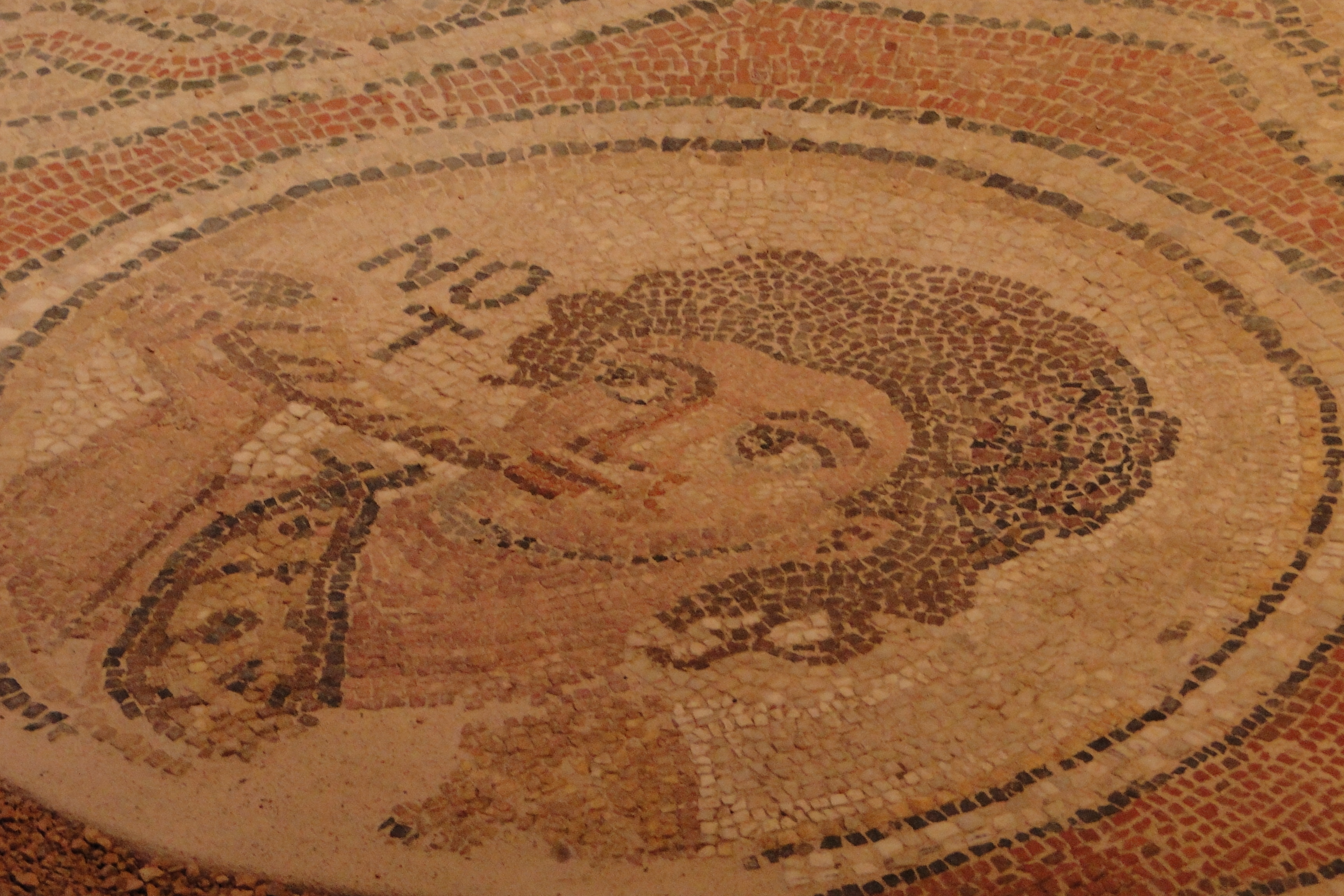
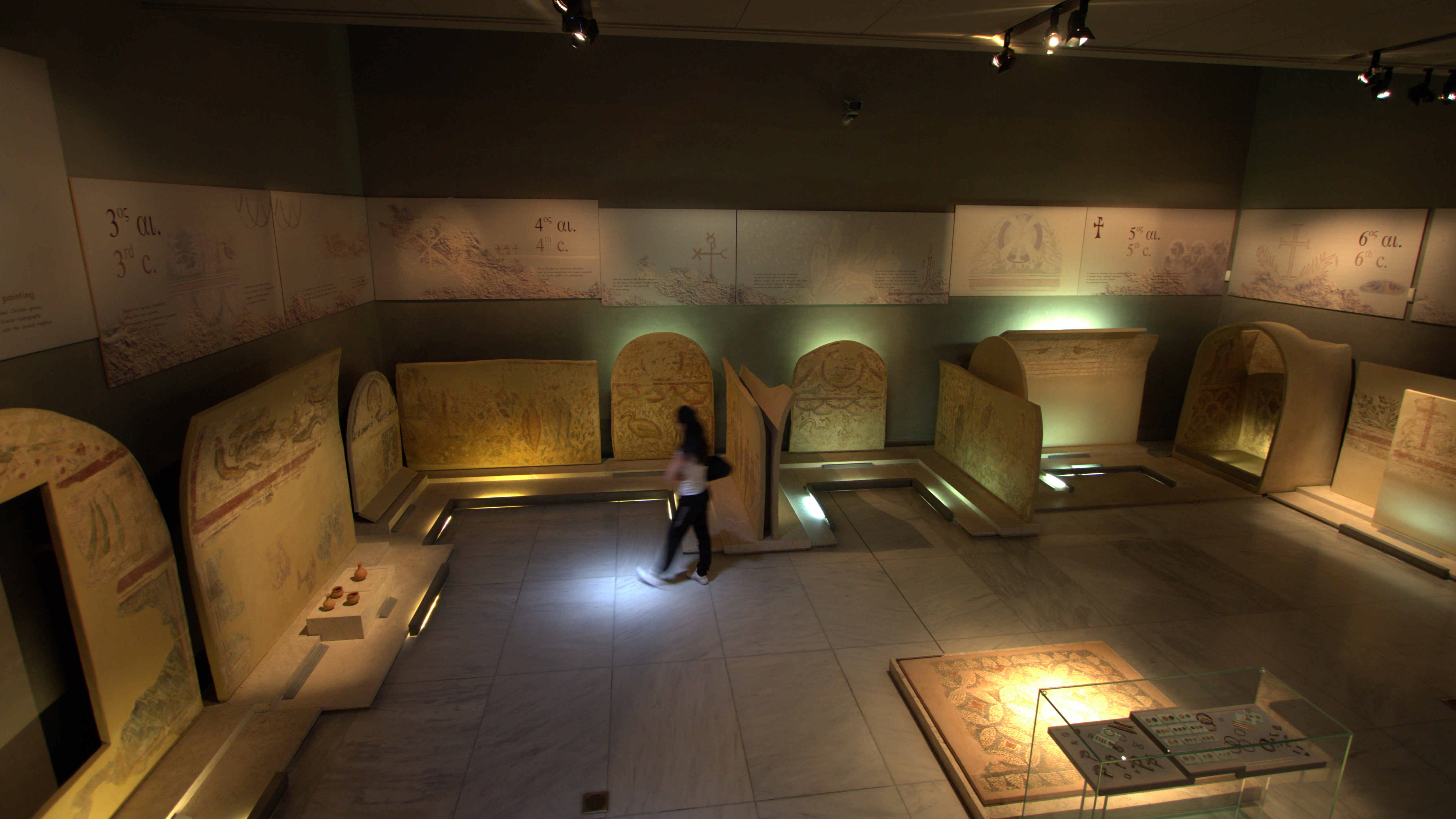
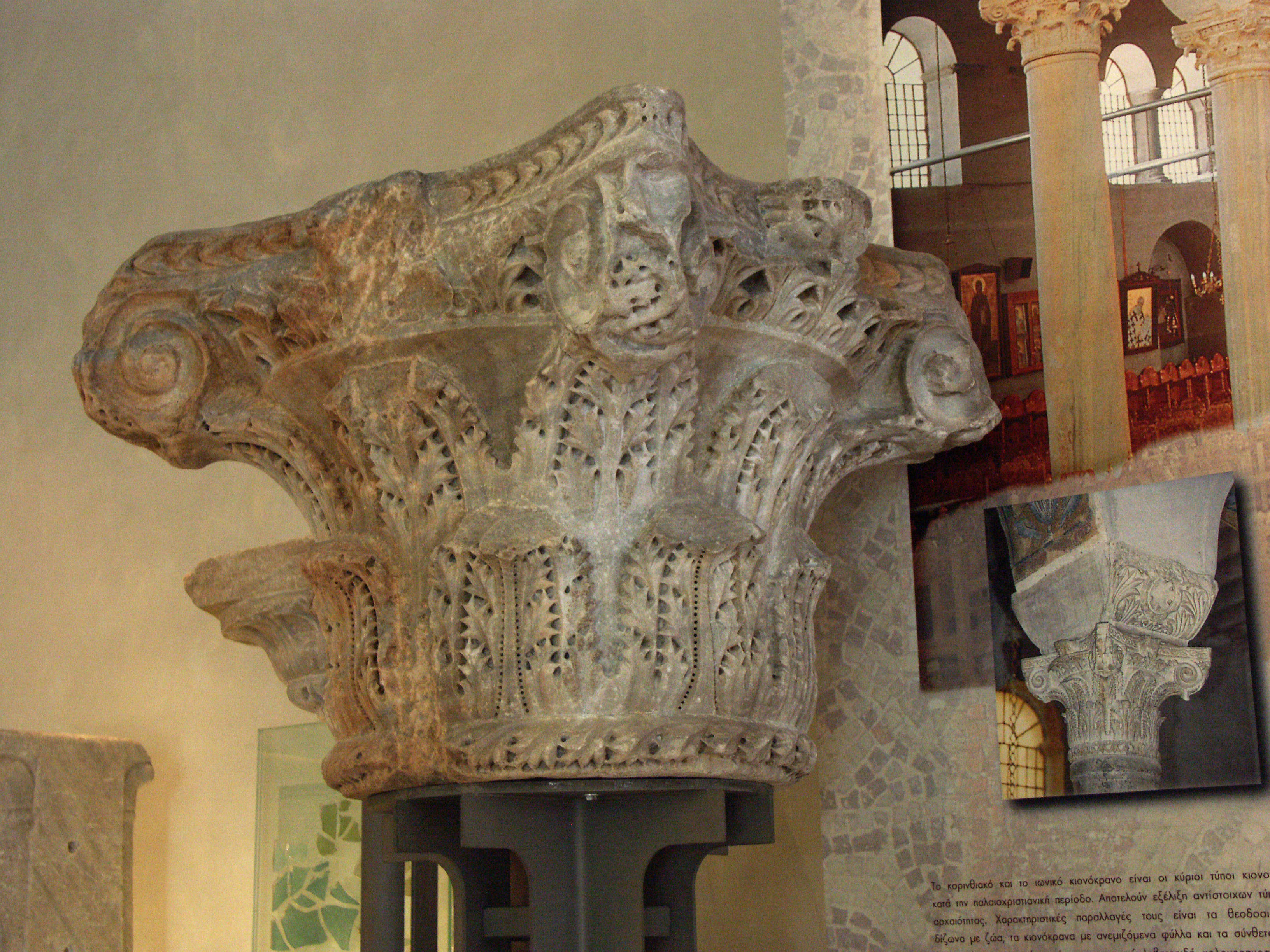
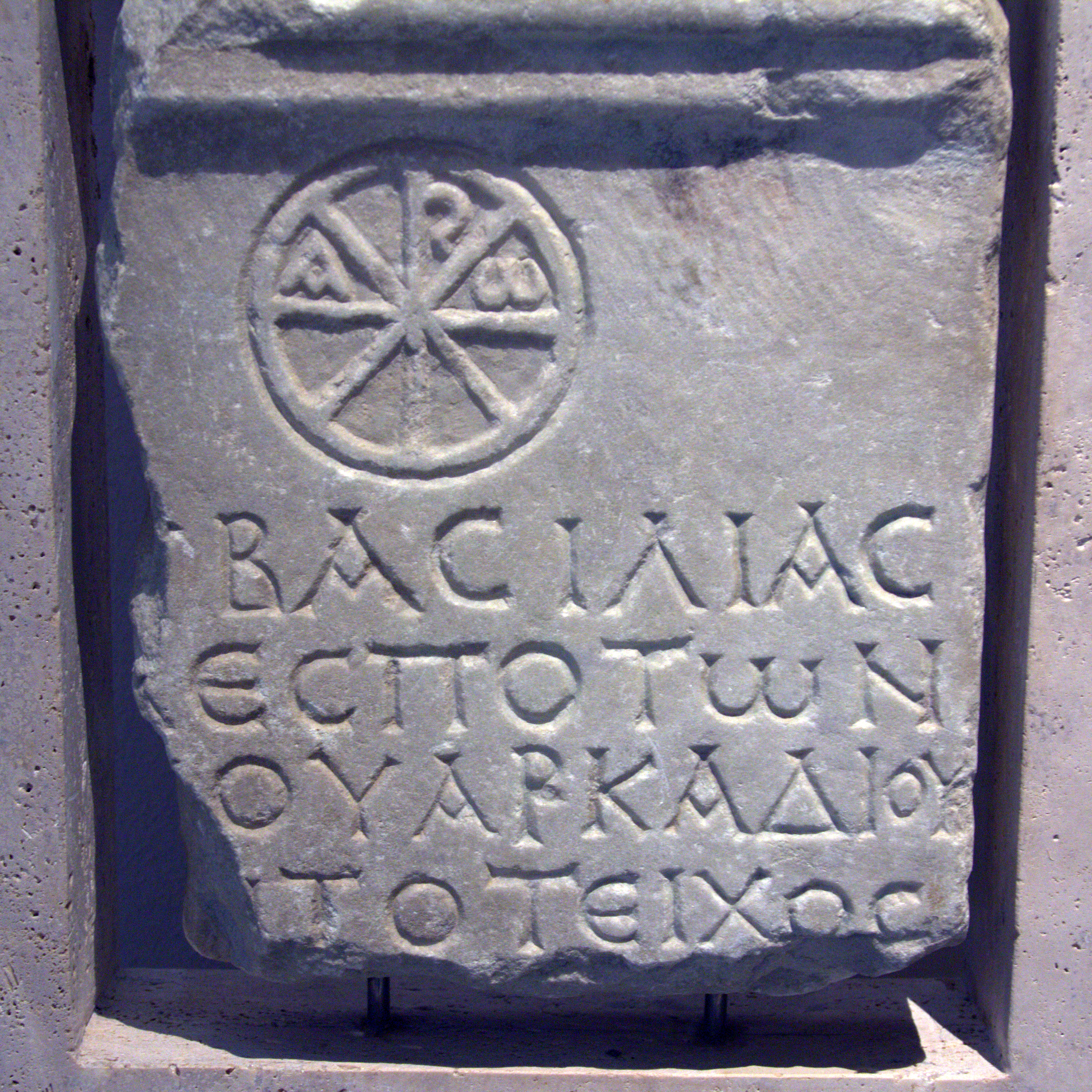
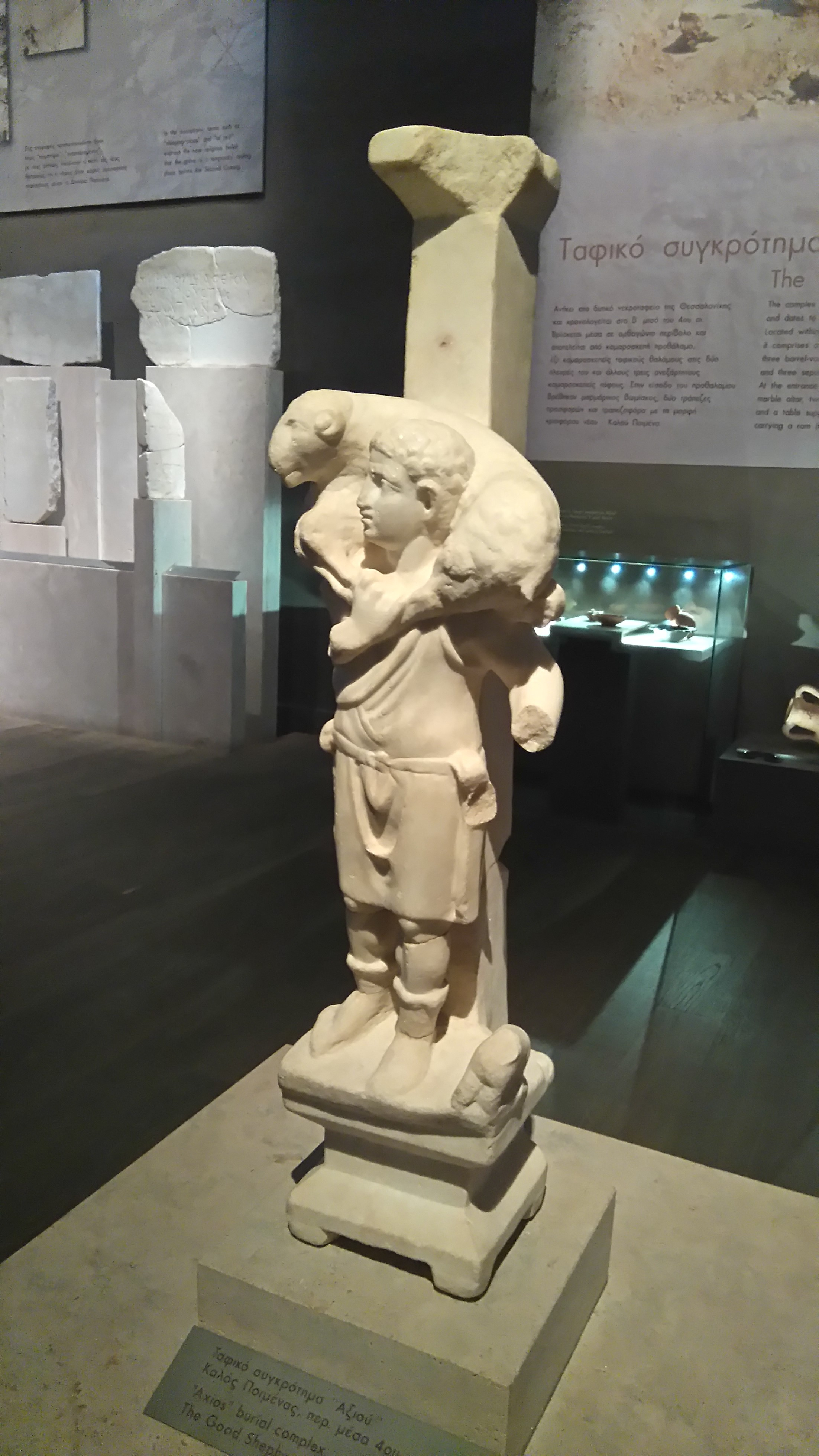
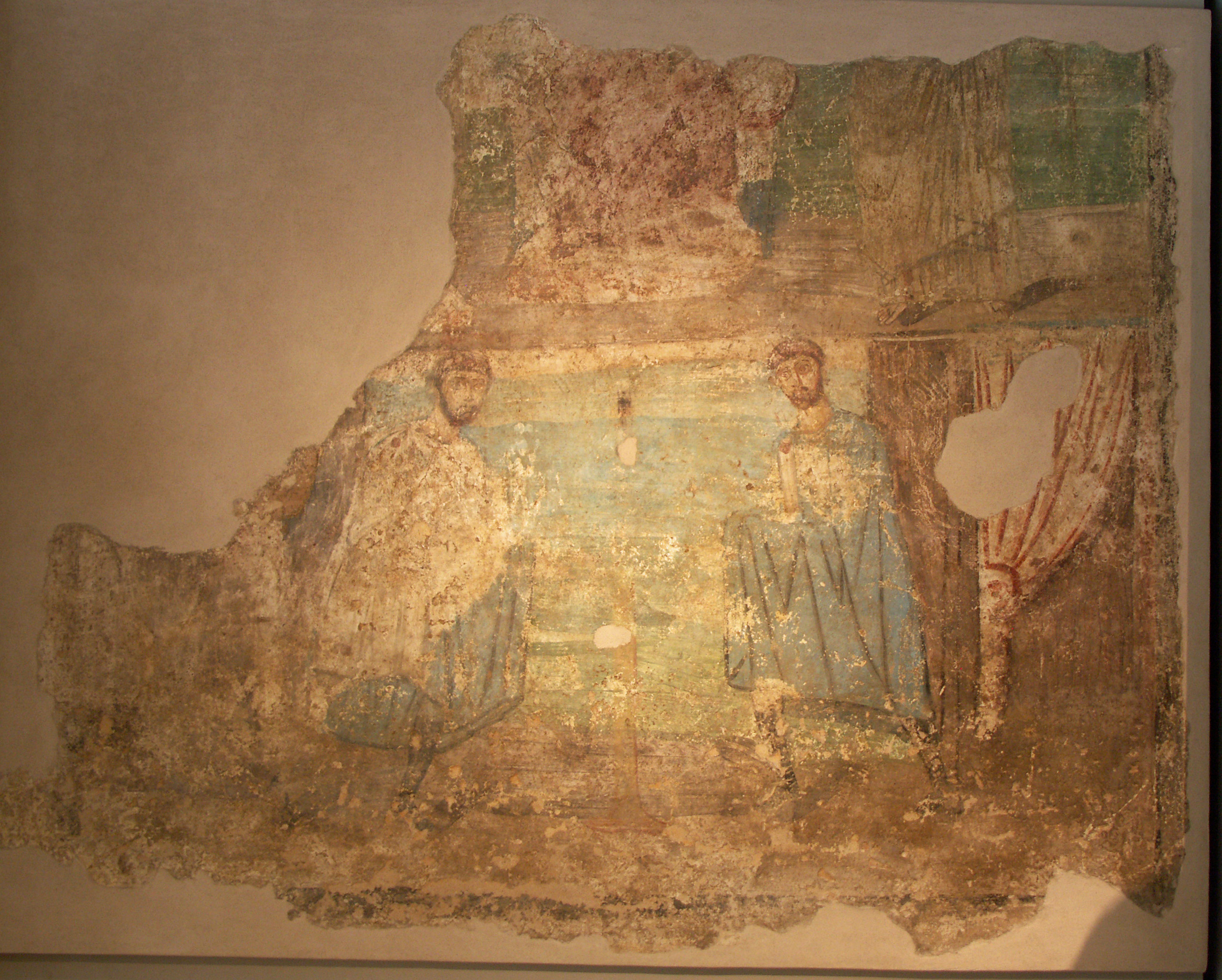
Wall painting of St.Cosmas and St.Damian from the Agora
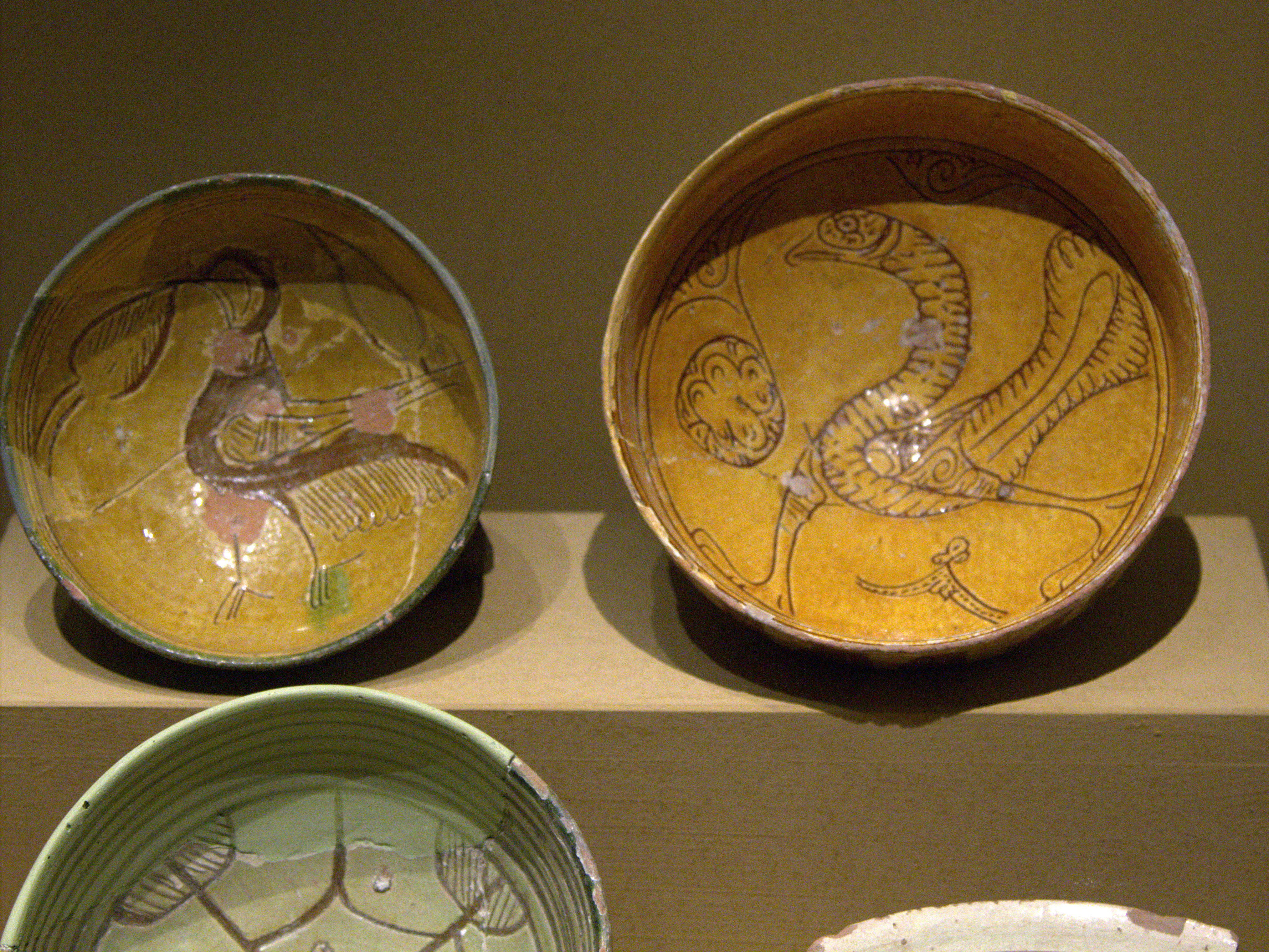
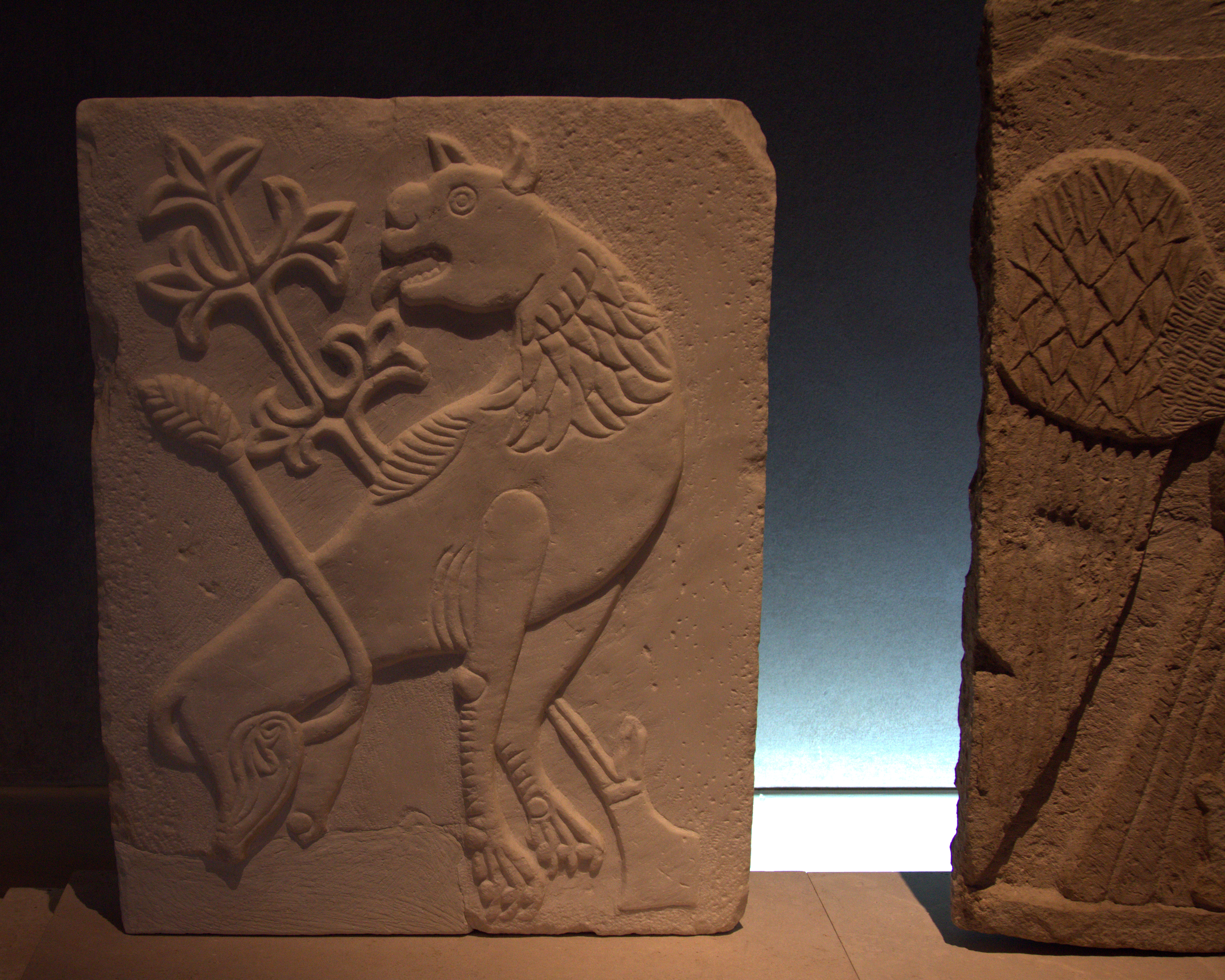
Plaque
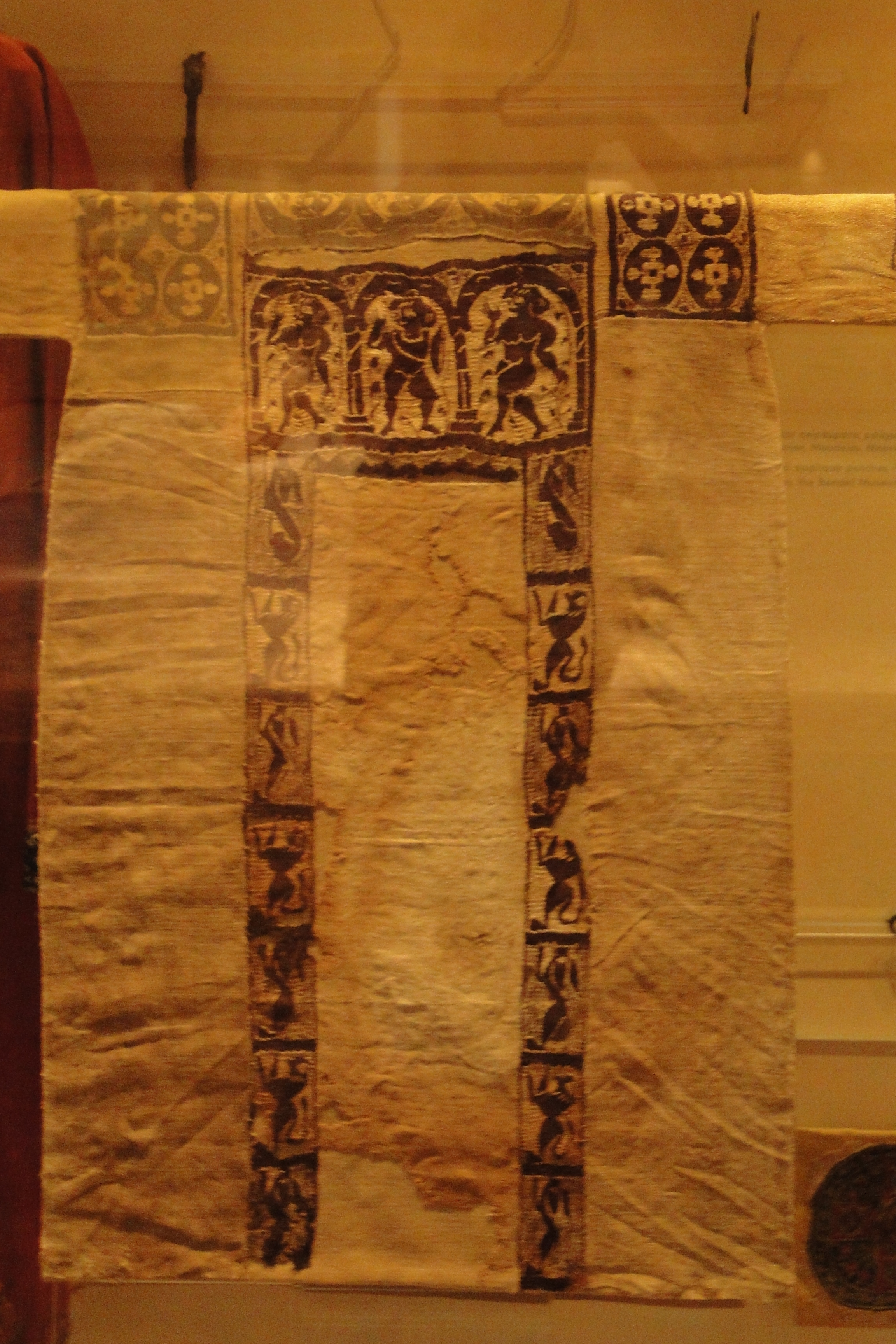
Tunic from Egypt, 7th century
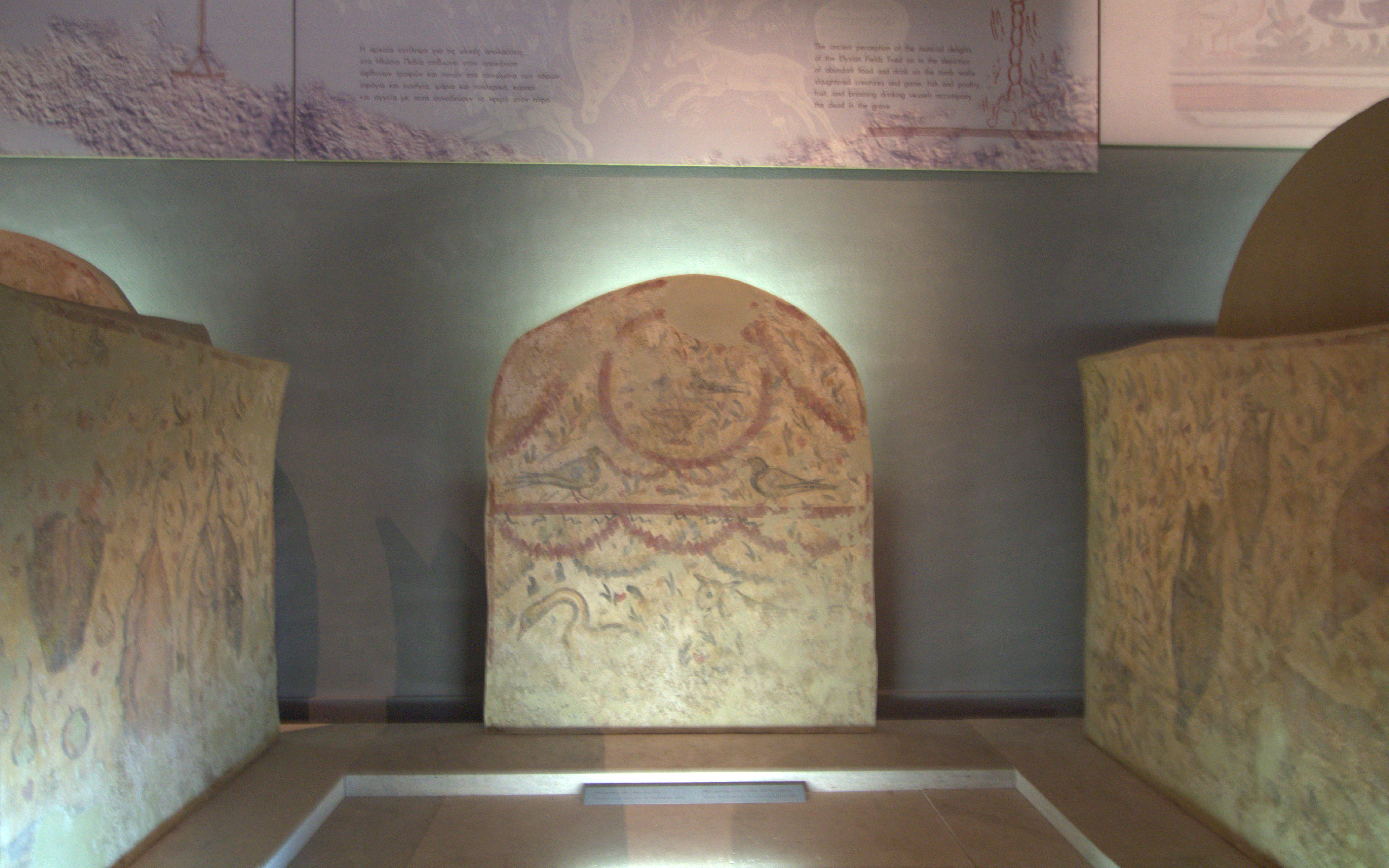